# Liste der Bischöfe von Syrmien
Die folgenden Personen waren Bischöfe von Sirmium bzw. Bistum Syrmien (Serbien):
- Irenaeus (um 304)
- Domnus oder Dominus (325–335)
- Eutherius (um 335–343)
- Photinus (343–351)
- Germinius (351–376)
- Anemius (um 376–392)
- Comelius (um 392–404)
- Laurentius? (401–417)
- Sebastian (595)
- Metodius (870)
- Demeter (Dömötör) (1364–1368) (auch Bischof von Siebenbürgen)
- Johann Vitéz (1482–1489) (auch Erzbischof von Wesprim)
- Stephan (ca. 1490)
- Sedisvakanz (1537–1578)
- Franjo Josip Vernić (* 1675; † 1728) ca. 1720
- Ladislav Szörényi (1733–1752)
- Nicolò Gyvovich (1753– ?)
- Ivan Krstitelj Paxy (1762–1770) (auch Bischof von Zagreb)
- Das Bistum wird mit dem Bistum Bosnien (Đakovo) zum Bistum Đakovo und Syrmien vereinigt.
- Matteo Francesco Kertiza (1773–?)
- Anton Mandic (1806–1815)
- Emeric Karol Raffay (1816–1830)
- Giuseppe de Kukovich (1834–?)
- Josip Juraj Strossmayer (1849–1905)
- Ivan Krapac (1910–1916)
- Antun Akšmović (1920–1942)[1]
- Stjepan Bäuerlein (1959–1973)
- Ćiril Kos (1974–1997)
- Marin Srakić (1997–2008),
- seit 2008 das Bistum Syrmien wieder selbstständig
- Djuro Gašparović (2008–2024)
- Fabijan Svalina (seit 2024)